# Isles of Scilly Pluton
Der Isles of Scilly Pluton ist eine die Isles of Scilly unterlagernde  unterpermische Granitintrusion, die zum Cornubischen Batholith gerechnet wird.

## Geographie

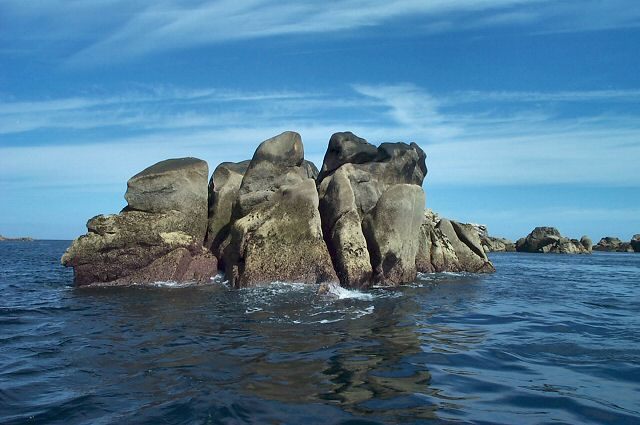
Granit bei Trenemene, Western Rocks, Isles of Scilly

Die Isles of Scilly bestehen aus 5 größeren und über 50 kleineren Inseln, die zirka 40 Kilometer in westsüdwestlicher Richtung dem Land’s End, der Südwestspitze Großbritanniens, vorgelagert sind. Die 120 Quadratkilometer umfassenden Inseln bedecken die nordwestlichen zwei Drittel des ovalen Plutons.

## Geologie
Neukartierungen haben ergeben, dass der Isles of Scilly Pluton aus mehreren kleineren, voneinander abgesetzten, individuellen Granitintrusionen zusammengesetzt wird. Dies steht im Gegensatz zu früheren Interpretationen, die von nur zwei oder drei unterschiedlichen Fazies ausgegangen waren. Die Wirtsgesteine des Plutons sind nirgendwo aufgeschlossen.

## Petrologie

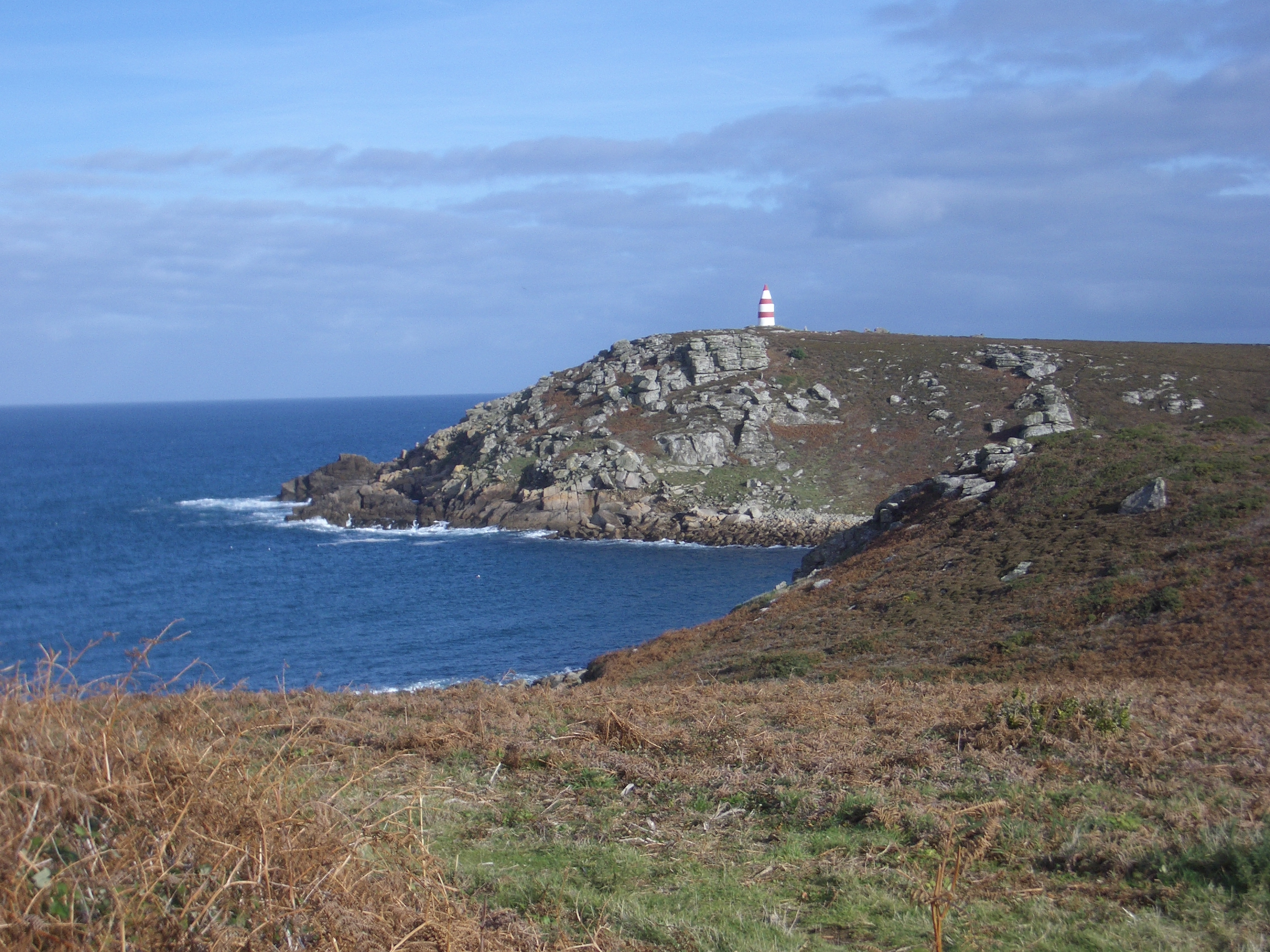
Die Daymark am Nordostende von St. Martin’s wird von der grobkörnigen porphyrischen Fazies unterlagert.

Mullis und Kollegen (2001) unterscheiden jetzt sechs petrologische Fazies im Pluton, die sich durch ihre Korngröße und ihren jeweiligen Anteil an Phänokristallen (Porphyrizität) unterscheiden:
- grobkörnige Granite > 2 Millimeter
- mittelkörnige Granite
- feinkörniger Granit < 1 Millimeter.

Die grobkörnigen Granite lassen sich mit der Fazies G 1a im Cornubischen Batholithen korrelieren. Sie werden weiter in eine reichhaltig porphyrische Fazies mit mehr als 10 Prozent an Phänokristallen, eine mäßig porphyrische Fazies und eine schwach porphyrische Fazies mit weniger als 5 Prozent Phänokristallen unterteilt. Der mittelkörnige Granit (G 1b) besteht aus einer schwach porphyrischen Fazies und einer nicht-porphyrischen Fazies. Der feinkörnige Granit (G 1c) wird nicht weiter unterteilt. Die Verteilung der einzelnen Fazies ist unregelmäßig.

### Mineralogie
Mineralogisch handelt es sich hier um Zweiglimmergranite mit Biotit (Siderophyllit) und Muskovit in etwa gleichbedeutend. Neben Orthoklas, Plagioklas und Quarz erscheinen als Akzessorien Cordierit (pinitisiert), Turmalin, Andalusit, Monazit, Apatit, Ilmenit, Zirkon, Uraninit und Anatas. Die tafeligen, subidiomorphen Orthoklas-Phänokristalle können maximal bis zu 40 Millimeter groß werden, gewöhnlich liegt ihre Korngröße jedoch meist zwischen 15 und 25 Millimeter. Sie können eine magmatische Foliation aufweisen. Cordierit bildet bis zu 8 Millimeter große Phänokristalle. Quarz tritt meist als Zusammenballungen von Einzelkörnern auf.

### Geochemische Zusammensetzung
Folgende geochemische Analysen sind am Pluton vorgenommen worden – zum Vergleich der Durchschnittswert am Cornubischen Batholithen:
| Oxid Gew. % | Durchschnitt Cornubischer Batholith | Grobkörnig G 1a | Mittelkörnig G 1b | G 1c     |
| ----------- | ----------------------------------- | --------------- | ----------------- | -------- |
| SiO2        | 72,35                               | 71,52           | 72,96             | 72,34    |
| TiO2        | 0,26                                | 0,24            | 0,08              | 0,20     |
| Al2O3       | 14,52                               | 14,84           | 14,42             | 14,77    |
| Fe2O3       | 0,30                                | 0,53            | 0,57              |          |
| FeO         | 1,56                                | 1,02            | 0,36              | 1,58 tot |
| MnO         | 0,06                                | 0,02            | 0,02              | 0,02     |
| MgO         | 0,41                                | 0,36            | 0,17              | 0,33     |
| CaO         | 0,79                                | 0,81            | 0,54              | 0,60     |
| Na2O        | 2,96                                | 2,94            | 3,28              | 2,81     |
| K2O         | 5,12                                | 5,42            | 5,04              | 5,29     |
| P2O5        | 0,25                                | 0,23            | 0,24              | 0,19     |
| H2O−        |                                     |                 |                   |          |
| H2O+        |                                     |                 |                   | 1,44     |

## Alter
Mit Hilfe der Uran-Blei-Methode wurde für den Pluton von Chen und Kollegen (1993) an Monazit ein Hochpräzisionsalter von 292 Millionen Jahren ermittelt. Die Probe stammte vom Penninis Head auf St Mary’s. Dieselbe Probe lieferte mittels der Argonmethode ein Abkühlungsalter von 287 Millionen Jahren. Ein anderes Alter ergab 290,3 ± 0,6 Millionen Jahre – was dem Sakmarium entspricht. Der Isles of Scilly Pluton gehört folglich mit dem Carnmenellis Granite und dem Bodmin Moor Granite zum Frühstadium im Cornubischen Batholithen.